# Panicum depauperatum
Panicum depauperatum är en gräsart som beskrevs av Henry Ernest Muhlenberg. Panicum depauperatum ingår i släktet vipphirser, och familjen gräs. Inga underarter finns listade i Catalogue of Life.